# Le Ban-Saint-Martin

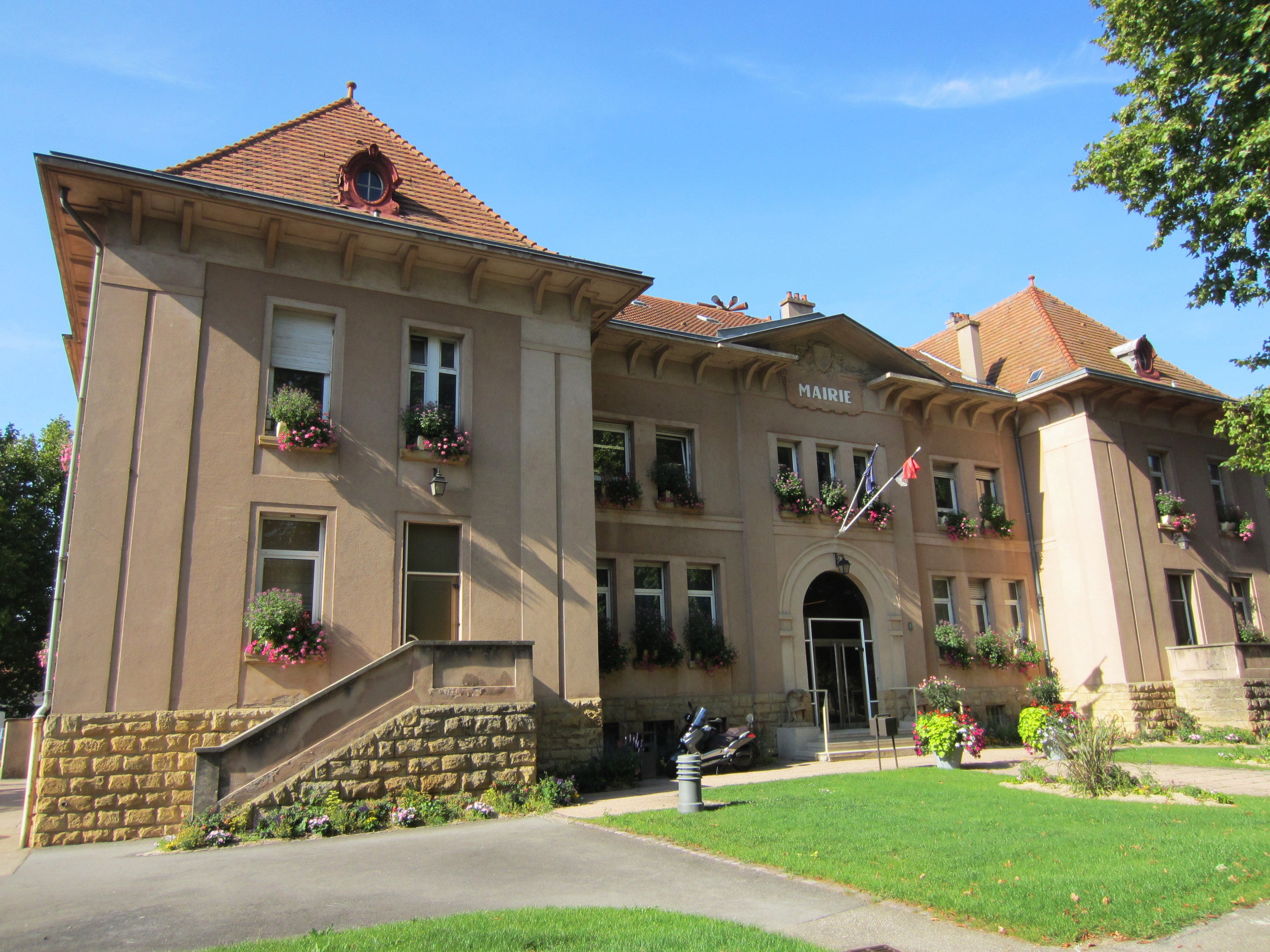
Rathaus (Mairie)

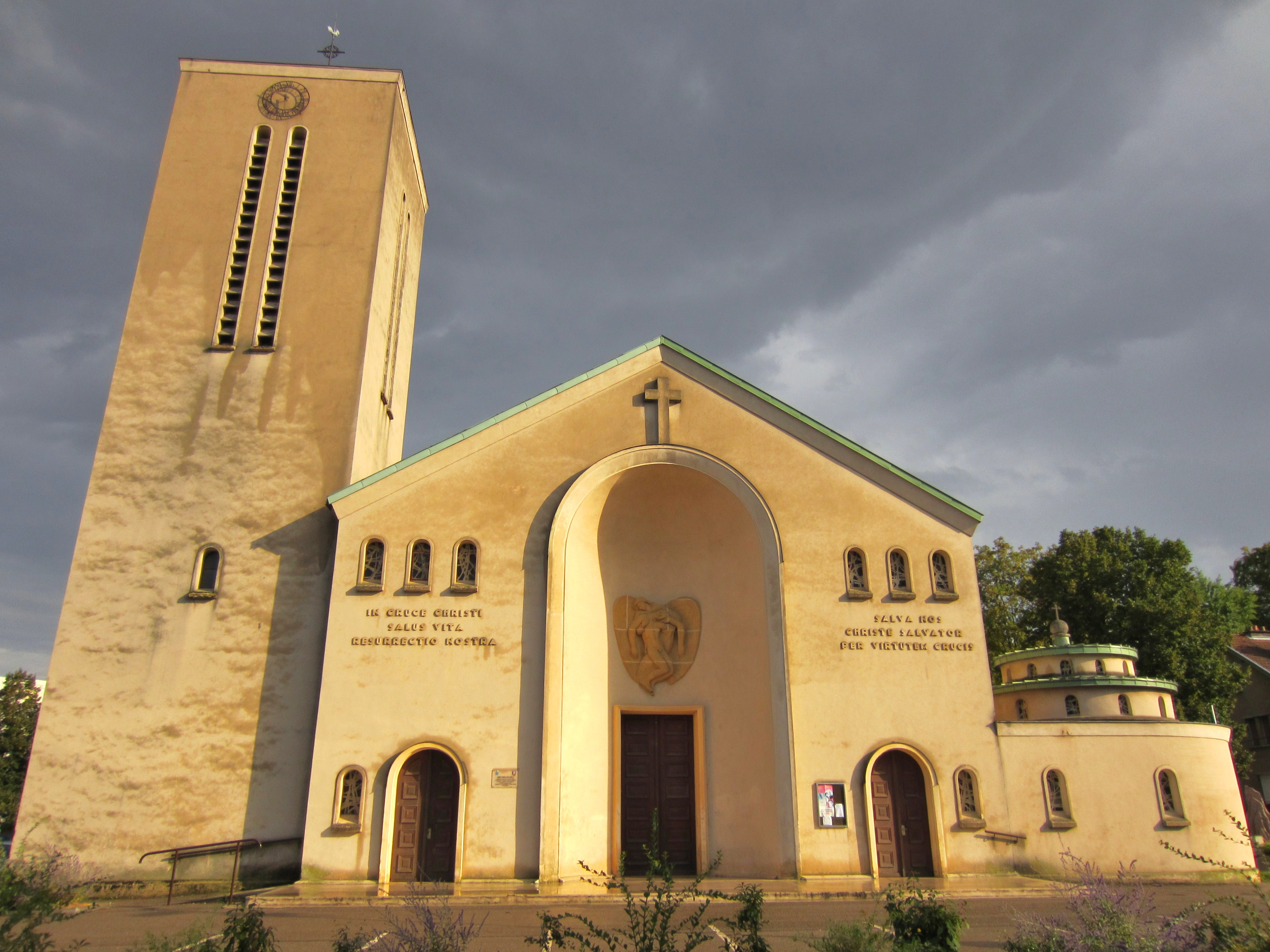
Kirche St. Croix

Ban-St. Martin, westlich der Stadt Metz auf der linken Seite der Mosel, auf einem Plan der Umgebung von Metz um 1900

Le Ban-Saint-Martin (deutsch St. Martinsbann, früher Ban Sankt Martin) ist eine französische Gemeinde mit 4637 Einwohnern (Stand 1. Januar 2022) im Département Moselle in der Region Grand Est (bis 2015 Lothringen).

## Geographie
Die Gemeinde liegt in Lothringen und  grenzt im Norden und Osten an die Stadt Metz. Im Süden reicht das Gemeindegebiet bis an die Mosel.

## Geschichte
Der Ort geht auf ein Benediktinerkloster aus dem 7. Jahrhundert zurück, das dem Heiligen Sankt Martin geweiht war, und wurde 613 erstmals erwähnt. 870 wurde die Ortschaft Gerichtsort des Herzogtums Lothringen. Zusammen mit Metz wurde der Ort 1552 von Frankreich besetzt und annektiert.
Durch den Frankfurter Frieden vom 10. Mai 1871 kam das Dorf 1871 an Deutschland zurück und wurde dem Landkreis Metz im Bezirk Lothringen des Reichslandes Elsaß-Lothringen zugeordnet.
Die Einwohnerzahl stieg rasant von 385 (1871) auf 2500 Einwohner (1900), in der Mehrzahl zugezogene Deutsche. Die deutsche Militärverwaltung ließ hier mit der 67er Kaserne einen großen Kasernenkomplex erbauen, in dem heute Studenten- und Sozialwohnungen eingerichtet sind. Von 1914 bis 1918 trug die Ortschaft den deutschen Namen Sankt Martinsbann. Nach dem Ersten Weltkrieg musste sie aufgrund der Bestimmungen des Versailler Vertrags 1919 an Frankreich abgetreten werden.
Im Zweiten Weltkrieg wurde von der deutschen Zivilverwaltung ein Großteil der französischen Einwohner ausgesiedelt und die Ortschaft unter dem Namen Martinsbann nach Metz eingemeindet. Letztere Maßnahme wurde nach der Einnahme des Orts durch im Bündnis mit der Sowjetunion kämpfende westalliierte Streitkräfte Ende 1944 wieder rückgängig gemacht.

### Demographie
| Anzahl Einwohner seit Ende des Zweiten Weltkriegs | Anzahl Einwohner seit Ende des Zweiten Weltkriegs | Anzahl Einwohner seit Ende des Zweiten Weltkriegs | Anzahl Einwohner seit Ende des Zweiten Weltkriegs | Anzahl Einwohner seit Ende des Zweiten Weltkriegs | Anzahl Einwohner seit Ende des Zweiten Weltkriegs | Anzahl Einwohner seit Ende des Zweiten Weltkriegs | Anzahl Einwohner seit Ende des Zweiten Weltkriegs | Anzahl Einwohner seit Ende des Zweiten Weltkriegs |
| ------------------------------------------------- | ------------------------------------------------- | ------------------------------------------------- | ------------------------------------------------- | ------------------------------------------------- | ------------------------------------------------- | ------------------------------------------------- | ------------------------------------------------- | ------------------------------------------------- |
| Jahr                                              | 1962                                              | 1968                                              | 1975                                              | 1982                                              | 1990                                              | 1999                                              | 2007                                              | 2019                                              |
| Einwohner                                         | 2954                                              | 3624                                              | 3815                                              | 3733                                              | 4066                                              | 4293                                              | 4435                                              | 4517                                              |

## Persönlichkeiten
- Theodor Berkelmann (1894–1943), deutscher NS-Politiker, SS-Obergruppenführer und General der Polizei
- Hans Otto Glahn (1895–1979), deutscher Politiker (SPD) und Landrat des Landkreises Usingen
- Yvette Pierpaoli (1938–1999), französische Flüchtlingshelferin
- Die Brüder Georges (1937–2022), Jules (* 1941) und Victor Zvunka (* 1951), allesamt Profifußballspieler und -trainer in Frankreichs höchster Spielklasse